# 2019年歐洲冠軍聯賽決賽
2019年歐洲冠軍聯賽決賽是2018–19年歐洲冠軍聯賽的決賽，是由歐足聯第64次舉辦以決出歐洲最佳球隊的錦標，也是自從歐洲冠軍俱樂部盃被改名為歐洲冠軍聯賽的第27次決賽。這場比賽於2019年6月1日馬德里的萬達大都會球場舉行。。自2008年決賽後，本屆決賽再次出現「英超內戰」，由首次進入歐冠決賽的熱刺對陣五度登頂的利物浦。
本年度錦標獲勝球隊將與2018–19年歐洲聯賽冠軍在2019年歐洲超級盃中對決。巧合的是，歐霸盃決賽同樣出現英超內戰（切尔西4-1擊敗兵工廠奪冠），故此本屆歐洲三大盃提早落戶英格蘭。
在2018年3月，歐足聯宣布將會在加時賽中增設第四替補球員名額，而球隊的替補名額則會從7人上升至12人。比賽開始時間也從原本的21:45 (UTC+2) 改為21:00 (UTC+2)。 這場比賽也是第一場使用視頻助理裁判（VAR）的歐冠決賽。
最終，利物浦憑藉上下半場各入一球，以2–0擊敗首次晉身決賽的熱刺，奪得隊史第六座歐冠獎盃，亦為2005年後再次稱霸歐洲。

## 晉級球隊
於下表中，1992年以前的決賽為歐洲冠軍盃時代，1993年以後的為歐洲冠軍聯賽時代。
| 球隊   | 晉級決賽次數（粗體為最終冠軍）                     |
| ------ | -------------------------------------------------- |
| 熱刺   | 0                                                  |
| 利物浦 | 8 (1977, 1978, 1981, 1984, 1985, 2005, 2007, 2018) |

## 比賽場地
在2017年9月20日於法國里昂舉行的歐洲足球協會聯盟執委會議上，西班牙甲組足球聯賽球隊馬德里體育會的新主場萬達大都會球場被確認為2019年歐洲聯賽冠軍盃決賽的舉辦場地。
球場建於1990年，2004年起曾遭荒廢，及後於2013年球場擁有權轉移至馬德里體育會並重建。球場於2017年重開並使用至今，亦是此球場首次承辦球會級最高級別之決賽賽事。

## 球證
2019年5月14日，UEFA宣布来自斯洛文尼亚的達米爾·斯科米納將成為2019歐洲冠軍聯賽決賽的主裁判。斯科米納在2002年正式成為FIFA國際裁判，並且曾經在2013年歐洲冠軍聯賽決賽擔任第四裁判。這次受UEFA的指派，斯科米納也完成了執法歐洲三大杯賽決賽裁判的里程碑，分別執法2019年歐洲冠軍聯賽決賽（熱刺-利物浦）、2017年歐洲聯賽決賽（阿賈克斯-曼聯）和2012年歐洲超級盃（切爾西-馬德里競技）。同為斯洛維尼亞人的普拉普洛特尼克和武坎被任命為兩位邊線裁判。而身為西班牙人的拉霍斯將成為本場比賽的第四裁判。而荷蘭人馬克力被任命為視頻助理裁判（VAR）。馬克力將會與同為荷蘭人的波克爾和德國人茨瓦爾一起擔任VAR團隊，而另一名德國裁判波許為本場比賽的越位VAR裁判。

## 背景
本次晋级决赛的两支球队除巧合地來自英超，兩隊於分組賽皆拿下分組第2，並都以同分壓過了義甲勁旅（熱刺壓過國際米蘭，利物浦壓過拿坡里），更分別在準決賽次回合上演絕地反勝的戲碼。

### 利物浦
準决赛遭逢提前锁定当季西甲冠军的巴塞罗那，第一回合作客諾坎普球場0-3落敗，加上两大主力前锋穆罕默德·沙拿和罗伯托·菲尔米诺因伤休战，同時正與曼城上演英超冠軍追逐戰，利物浦的晋级前景并不被人看好，翻盤晉級決賽機率只剩下7%。
然而第二回合，回到主場安菲尔德球场的利物浦凭借迪沃克·奥里吉上半場補射中鵠，下半場再靠吉奥吉尼奥·维纳尔杜姆梅开二度而扳平了大比分，及後特倫·亞歷山大-阿諾德一次猝不及防的快開角球讓接應的奧歷治迅速破門，使得利物浦在主场4-0击败巴萨，并以4-3的总比分淘汰对手晋级决赛。本场比赛也被视为堪比2005年“伊斯坦布尔奇迹”的“安菲尔德奇迹”。
利物浦继上赛季击败罗马挺进决赛后，连续第二年杀入欧冠决赛，同时也是该队历史上第9次闯入决赛，成为进入欧冠决赛次数最多的英格兰球队。此前，他们曾在1977年、1978年、1981年、1984年和2005年的决赛中获胜，惜败于1985年、2007年和2018年。

### 热刺
準决赛遭逢荷甲劲旅阿贾克斯。第一回合主场0-1小负，第二回合客場更是上半場陷入0-2落後，大比分0-3的絕境。然而進入下半场，熱刺憑藉第55分钟與第59分钟连入2球，帮助热刺扳成2-2，并在第90+5分钟完成帽子戏法，实现绝杀，热刺凭借客场进球优势（总比分3-3，作客入球計則為熱刺3-1阿積士）挺进决赛。
这是热刺历史上首次杀入欧冠决赛；此前他们在欧洲顶级俱乐部联赛的最好成绩是1961–62年歐洲冠軍盃打入四强，惟半决赛惜败于当届冠军本菲卡。热刺也成为历史上第8支晋级欧冠决赛的英格兰球队（前七队分别是阿森纳、阿斯顿维拉、切爾西、利兹联、利物浦、曼联、诺丁汉森林）。
本届欧冠决赛的两支球队均为英超球队，这是历史上第二次有两支英格兰球队同时打入欧冠决赛（上一次为2008年曼联對切尔西），也是历史上第7次出现同一国家球队争夺欧冠冠军的情况。另外，此次比赛之前，对阵双方利物浦和热刺历史上交手170次，利物浦79胜43平48负处于优势。

## 晉級過程
註：下列所有比數中，決賽隊伍的成績列前（H：主場；A：作客）。
| 排名 | 隊伍      | 賽 | 分 |
| ---- | --------- | -- | -- |
| 1    | 巴塞隆拿  | 6  | 14 |
| 2    | 熱刺      | 6  | 8  |
| 3    | 國際米蘭  | 6  | 8  |
| 4    | PSV燕豪芬 | 6  | 2  |

| 排名 | 隊伍           | 賽 | 分 |
| ---- | -------------- | -- | -- |
| 1    | 巴黎聖日耳門   | 6  | 11 |
| 2    | 利物浦         | 6  | 9  |
| 3    | 拿玻里         | 6  | 9  |
| 4    | 貝爾格萊德紅星 | 6  | 4  |

## 賽事
| 2019年6月1日 21:00 (UTC+2) |

| 熱刺 | 0–2  | 利物浦         |
| ---- | ---- | -------------- |
|      | 報告 | - 2'（） - 87' |

| 馬德里，萬達大都會球場 觀眾人數：63,272 ：達米爾·斯科米納（斯洛文尼亚） |

### 赛况
比赛开始前，由美国独立摇滚乐队梦龙乐队进行了开场表演。正式开球前，全场为车祸离世的西班牙球员何塞·安东尼奥·雷耶斯默哀。
阵容方面，热刺排出4-2-3-1阵型，前锋哈里·凯恩伤愈复出，上一场帮助球队实现逆转的卢卡斯·莫拉未获首发；利物浦方面则以4-3-3阵型出战，因伤缺席半决赛的主力前锋萨拉赫和菲尔米诺均告复出。
开赛后仅25秒，利物浦前锋马内禁区内的传中击中热刺球员西索科手臂（当时西索科用手示意队友，结果手臂撞向皮球），裁判认定西索科手球并且判罚点球，由萨拉赫操刀命中，利物浦取得领先。此后，上半场剩余时间内，双方再无建树。其间，一名衣着暴露的女性闯入球场，导致比赛一度暂停。纵观整场比赛，利物浦采取了较为保守收缩的打法，以圖保持领先优势；全场比赛，利物浦控球率仅有35%。
下半场开始后，双方仍一度僵持。第69分钟，利物浦球员米尔纳的一记射门擦右门柱而出。热刺也展开连番攻势，多次创造极具威胁的射门；利物浦门将阿利松则连续做出扑救，力保己方城门不失。第87分钟，利物浦获得角球机会，米尔纳开出角球，引发热刺门前混战，利物浦后卫范戴克射门被封堵，队友马蒂普随后传球给替补上场的前锋奥里吉，奥里吉在禁区左侧12码处低射远角入网，帮助利物浦锁定胜局。